# إملن روزفلت
إملن روزفلت (بالإنجليزية: Emlen Roosevelt)‏ هو أمين الخزينة أمريكي، ولد في 30 أبريل 1857 في نيويورك في الولايات المتحدة، وتوفي في 15 مارس 1930.